# Charles Camilleri
Charles Camilleri (ur. 7 września 1931 w Ħamrun, zm. 3 stycznia 2009 w Naxxar) – maltański kompozytor, dyrygent i pedagog uznawany za narodowego kompozytora Malty. 

## Życiorys
Już od najmłodszych lat grał na fortepianie. W 1950 jego rodzina wyemigrowała do Australii, gdzie Camilleri ukończył szkołę średnią, a dwa lata później wyjechał do Londynu. W 1958 przeniósł się do Ameryki Północnej, gdzie stworzył, a następnie prowadził autorski program muzyczny w telewizji CBC. 
W latach 1977–1983 był profesorem kompozycji na Royal Conservatory of Music w Toronto, a od 1992 do 1996 profesorem muzyki na Uniwersytecie Maltańskim. Przez 65 lat kariery stworzył ponad 300 dzieł (połowa została nagrana), a pierwsze stworzył w wieku 11 lat. 
W 1959 ożenił się z Doris Vellą, z którą miał dwoje dzieci: córkę Anję i syna Charlesa. Zmarł 3 stycznia 2009 w swoim domu w Naxxar. Jego pogrzeb odbył się dwa dni później. Po jego śmierci opuszczono flagi do połowy. 12 lutego 2014 Centralny Bank Malty wydał pamiątkowe monety z wizerunkiem Camilleriego.